# Studina, Mehedinți
Studina este un sat în comuna Șovarna din județul Mehedinți, Oltenia, România.